# Кастельнуово-Рангоне
Кастельнуово-Рангоне, Кастельнуово-Ранґоне (італ. Castelnuovo Rangone) — муніципалітет в Італії, у регіоні Емілія-Романья,  провінція Модена.
Кастельнуово-Рангоне розташоване на відстані близько 330 км на північний захід від Рима, 33 км на захід від Болоньї, 11 км на південь від Модени.
Населення — 14 850 осіб (2014).
Щорічний фестиваль відбувається 6 квітня. Покровитель — San Celestino.

## Демографія
Населення за роками:

Станом на 1 січня 2023 року в муніципалітеті офіційно проживало 1705 іноземців з 65 країн, серед них 237 громадян країн Євросоюзу та 54 громадяни України.

## Сусідні муніципалітети
- Кастельветро-ді-Модена
- Форміджине
- Модена
- Спіламберто